# Дневник террориста
«Дневник террориста», «Горькая любовь Кэла» (англ. Cal) — драматический политический фильм 1984 года ирландского режиссёра Пэта О’Коннора по одноимённому роману Бернарда Маклаверти. Главные роли были исполнены Джоном Линчем и Хелен Миррен, за что в 1984 году она получила приз за лучшую женскую роль на 37-м Каннском кинофестивале.

## Сюжет
Кэл, молодой человек из ИРА, влюбляется в католичку Марселлу, муж которой, протестант и полицейский, был убит годом ранее одним из членов ИРА.
1970 год, Северная Ирландия. Кэл (Джон Линч), 19-летний безработный католик и член Ирландской республиканской армии, в качестве водителя принимает участие в ночном убийстве королевского констебля Ольстера, причём в его собственном доме. Его предсмертными словами стал призыв к своей жене, Марселле.
Через год Кэл узнает, что вдова убитого, библиотекарь Марселла (Хелен Миррен), является католичкой. Обремененный виной за свою роль в убийстве, Кэл пытается уйти из ИРА, но местный командир Скеффингтон (Джон Кавана) не знает слова «нет». К тому же Кэл с отцом Шейми (Донал Макканн), работающим на скотобойне, живут в городе, недалеко от Белфаста, под постоянной угрозой банд лоялистов, а на их улице проводит свои марши Оранжевый орден. Желая искупить вину за своё участие в убийстве мужа Марселлы, Кэл всеми путями стремится работать в протестантском доме её семьи. Встретившись с ней сначала в церкви, а затем в библиотеке, Кэл находит предлог для посещения её дома, уставленного фотографиями британской королевской семьи. В итоге его берут на работу на их ферме, а после того как в его дом бросили зажигательную бомбу, он уходит жить в небольшой коттедж на их земле. Марселла не счастлива в своем доме, чувствуя себя в ловушке семьи покойного мужа. Со временем между Кэлом и Марселлой начинается роман, однако она не знает о его роли в убийстве.
В конце концов, Кэл встречается с членами ИРА, но они угрожают ему убийством, если он не продолжит работу в качестве водителя. Во время совершения рождественских покупок для Марселлы и её ребёнка, его похищает ИРА. Автомобиль останавливается у контрольно-пропускного пункта британской армии, и в ходе последовавшей перестрелки, Кэлу удаётся сбежать и добраться до дома Марселлы, где он рассказывает ей о своей роли в убийстве. Однако констебли вышли на его след и пришли к дому… В финальной сцене фильма Кэл и Марселла возвращаются в свои «тюрьмы» — он едет в полицейском фургоне, а она идёт в дом семьи своего мужа. Под мелодичную музыку они оба отправляются в свой разрушительный путь.

## В ролях
| Актёр                 | Роль                 |
| --------------------- | -------------------- |
| Хелен Миррен          | Марселла             |
| Джон Линч             | Кэл                  |
| Донал Макканн         | Шейми                |
| Рэй Макэнэлли         | Сирил Данлоп         |
| Джон Кавана           | Скеффингтон          |
| Стивен Римкус         | Крилли               |
| Кэтрин Гибсон         | миссис Мортон        |
| Луи Ролстон           | Дермот Райан         |
| Том Хинкли            | Причер               |
| Джерард Манникс Флинн | Арти                 |
| Дара О’Мэлли          | полицейский с шарфом |

## Критика
Джанет Маслин из «New York Times» сказала, что «Кэл» — «красивый, печальный фильм о Северной Ирландии. Хоть многое из него имеет форму любовной истории, признаки насилия повсюду».
Кинокритик Роджер Эберт отметил, что «„Кэл“ рассказывает историю, о которой много раз говорили и раньше, но здесь это спокойно и мощно о конкретном времени и месте: Северная Ирландия 1980-х годов. Это история о двух влюбленных, которые хотят окунуться в объятья друг друга, и пусть, что мир проходит мимо, и о том, как мир отказывается позволить им сделать это», однако «позицией „Кэла“ является то, что в такой ситуации, в которой они находятся, нельзя быть сторонним наблюдателем. Линии проходят между католиками и протестантами, и вы не находитесь ни на той или другой стороне, независимо от того, как вы думаете или что выбираете. Это пустая трата времени, чтобы мечтать о личной жизни, частных решениях и роскоши любви; другие люди думают о более жестоких вещах, и они пройдут прямо по вам».
Джек Акопян из Пенсильванского университета сказав, что «режиссёр Пэт О’Коннор стремится к общему знаменателю, отказываясь признать „правоту“ любой позиции, католической или протестантской, ущербных кровопролитием и нетерпимостью друг к другу», отметил, что «Марселла Хелен Миррен является сильным слоистым характером, показавшей свои внутренние чувства», а «Кэл Джона Линча является тонким, лохматым, даже оборванным, как один критик выразился, „молодым Питом Таунсендом“. Однако под смутной и безразличной внешностью, бьет глубокочувствующее, испытанное сердце».

## Саундтрек
Музыка к фильму была написана и исполнена шотландским певцом и гитаристом Марком Нопфлером.

## Награды и номинации
| Награда                              | Год  | Категория                          | Номинант     | Результат |
| ------------------------------------ | ---- | ---------------------------------- | ------------ | --------- |
| Каннский кинофестиваль               | 1984 | Золотая пальмовая ветвь            | Пэт О’Коннор | Номинация |
| Каннский кинофестиваль               | 1984 | приз за лучшую женскую роль        | Хелен Миррен | Победа    |
| BAFTA Awards                         | 1985 | Наиболее выдающийся новичок в кино | Джон Линч    | Номинация |
| BAFTA Awards                         | 1985 | Лучшая женская роль                | Хелен Миррен | Номинация |
| Evening Standard British Film Awards | 1985 | Лучшая актриса                     | Хелен Миррен | Номинация |